# Astra 300
Die Astra 300 ist eine spanische Selbstladepistole. Waffenhersteller war die spanische Firma Astra Unceta Y Compañia S.A.

## Beschreibung
Die Astra 300 ist eine spanische Selbstladepistole, die je nach Kalibergröße (7,65 mm bzw. 9 mm) mit 6 oder 7 Patronen in einem Stangenmagazin geladen werden kann. Die Gesamtlänge beträgt 160 mm, wobei der Lauf davon 98 mm einnimmt. Die Astra 300 war ursprünglich als kleinere Version der Astra 400 konstruiert worden.

## Geschichte
Die Astra 300 wurde 1922 von der Firma Astra Unceta entwickelt und 1922/1923 erstmals in Spanien produziert.
Ursprünglich wurde diese Waffe von der spanischen Gefängnisverwaltung in den 20er Jahren verwendet, 1928 wurde die Pistole dann von der spanischen Marine erstmals verwendet. Ab den dreißigern war die Astra 300 in erster Linie eine Heerespistole.
Im Zweiten Weltkrieg wurde sie vor allem an die deutsche Wehrmacht, die in Frankreich stationiert war geliefert. Zwischen Oktober 1941 und Juli 1944 wurden insgesamt etwa 85.000 Exemplare der Astra 300 aus dem neutralen Spanien ins Dritte Reich nach Berlin geliefert.
Der Preis bei den ersten Exemplaren betrug etwa 32 Reichsmark.
Im Produktionszeitraum von 1922 bis 1947 wurden insgesamt 171.300 Pistolen des Typ Astra 300 hergestellt.
1948 wurde die Astra 300 dann von dem Nachfolgermodell Astra 3000 weitgehend abgelöst. Die Produktion der Astra 300 lief im kleinen Rahmen allerdings bis 1967 noch weiter.